# Каті Шлукебір
Каті Шлукебір (англ. Katie Schlukebir; нар. 29 квітня 1975) — колишня американська тенісистка.
Найвищу одиночну позицію світового рейтингу — 188 місце досягла 26 жовтня, 1998, парну — 46 місце — 30 серпня, 1999 року.
Здобула 1 парний титул туру WTA.
Найвищим досягненням на турнірах Великого шолома були чвертьфінали в парному та змішаному парному розрядах.

## Фінали турнірів WTA

### Парний розряд: 2 (1–1)
| Результат | Дата                                      | Турнір                            | Рівень   | Покриття  | Партнерка     | Суперниці                      | Рахунок        |
| --------- | ----------------------------------------- | --------------------------------- | -------- | --------- | ------------- | ------------------------------ | -------------- |
| Перемога  | Challenge Bell 1999                       | Tournoi de Québec, Канада         | Tier III | Килим (i) | Емі Фрейзер   | Кара Блек Деббі Грем           | 6–2, 6–3       |
| Поразка   | Thalgo Australian Women's Hardcourts 2001 | Brisbane International, Австралія | Tier III | Тверде    | Меган Шонессі | Джулія Казоні Жанетта Гусарова | 6–7(9–11), 5–7 |

## Фінали ITF

### Одиночний розряд (2–1)
| Результат | Ранг | Дата              | Турнір                   | Покриття | Суперниця        | Рахунок  |
| --------- | ---- | ----------------- | ------------------------ | -------- | ---------------- | -------- |
| Поразка   | 1.   | 6 липня 1997      | Оклахома, США            | Тверде   | Джулі Ту         | 2–6, 4–6 |
| Перемога  | 2.   | 25 жовтня 1997    | Пуерто-Вальярта, Мексика | Тверде   | Яна Ондроухова   | 6–1, 7–6 |
| Перемога  | 3.   | 23 листопада 1997 | Каракас, Венесуела       | Тверде   | Мелісса Маззотта | 7–5, 7–5 |

### Парний розряд (12–4)
| Результат | Ранг | Дата              | Турнір                   | Покриття   | Партнерка        | Суперниці                            | Рахунок          |
| --------- | ---- | ----------------- | ------------------------ | ---------- | ---------------- | ------------------------------------ | ---------------- |
| Перемога  | 1.   | 1 березня 1992    | Маямі, США               | Тверде     | Ліндсі Девенпорт | Трейсі Мортон-Роджерс Такаґі Тамака  | 6–1, 6–3         |
| Поразка   | 2.   | 7 липня 1996      | Вільямсбург, США         | Тверде     | Аня Блешинскі    | Джоанн Ліммер Ліза Макші             | 1–6, 1–6         |
| Перемога  | 3.   | 6 липня 1997      | Оклахома, США            | Тверде     | Джулі Ту         | Дженніфер Расселл Клер Сешшинс Бейлі | 6–2, 6–2         |
| Перемога  | 4.   | 5 жовтня 1997     | Коацакоалькос, Мексика   | Тверде     | Мелісса Зімпфер  | Наталі Кахана Мартіне Воссенберґ     | 6–4, 6–2         |
| Перемога  | 5.   | 20 жовтня 1997    | Пуерто-Вальярта, Мексика | Тверде     | Еріка Адамс      | Ґюльберк Ґюльтекін Клара Удофа       | 6–3, 6–4         |
| Перемога  | 6.   | 23 листопада 1997 | Каракас, Венесуела       | Тверде     | Венді Фікс       | Джоанн Мур Ребекка Єнсен             | 7–6(6), 4–6, 7–5 |
| Поразка   | 7.   | 19 квітня 1998    | Ла Канада, США           | Тверде     | Луїс Флемінг     | Деббі Грем Джін Окада                | 6–2, 5–7, 3–6    |
| Перемога  | 8.   | 26 квітня 1998    | Індіан Гілл, США         | Тверде     | Еріка Делоун     | Кім Грант Джолен Ватанабе            | 6–4, 4–6, 6–3    |
| Поразка   | 9.   | 12 жовтня 1998    | Індіан-Веллс, США        | Тверде     | Еріка Делоун     | Ліндсей Лі-Вотерс Павліна Нола       | 0–6, 7–6(4), 1–6 |
| Перемога  | 10.  | 8 лютого 1999     | Рокфорд, США             | Тверде (i) | Лілія Остерло    | Аліна Жидкова Голлі Паркінсон        | 7–6, 6–2         |
| Поразка   | 11.  | 28 березня 1999   | Атланта, США             | Тверде     | Кетрін Берклей   | Ленка Немечкова Мейлен Ту            | 3–6, 3–6         |
| Перемога  | 12.  | 24 жовтня 1999    | Нашвілл, США             | Тверде     | Ніколь Арендт    | Асагое Сінобу Йосіда Юка             | 6–1, 7–6         |
| Перемога  | 13.  | 24 вересня 2000   | Кіркленд, США            | Тверде     | Ліза Макші       | Еллісон Бредшоу Абігейл Спірс        | 3–6, 6–2, 6–3    |
| Перемога  | 14.  | 5 лютого 2001     | Рокфорд, США             | Тверде (i) | Крістен Шлукебір | Светлана Кривенчева Олена Татаркова  | 7–6(4), 6–1      |
| Перемога  | 15.  | 30 вересня 2001   | Альбукерке, США          | Тверде     | Марісса Ірвін    | Ліза Макші Нана Міяґі                | 6–4, 1–6, 6–4    |
| Перемога  | 16.  | 11 листопада 2001 | Піттсбург, США           | Тверде (i) | Лілія Остерло    | Карін Міллер Машона Вашінгтон        | 6–1, 6–4         |